# Edificio Curbera
El Edificio Curbera es una construcción racionalista situada en el número 30 de la avenida de García Barbón, en el centro de la ciudad de Vigo. Construido en 1939 por el arquitecto español Francisco Castro Represas, fue uno de los edificios más altos de Galicia y de España en su época con sus trece plantas y 50 metros de altura, siendo de aquellas toda una revolución constructiva.

## Historia
El Edificio Curbera es una de las obras más representativas de la arquitectura viguesa del siglo XX, fruto del desenvolvimiento de la actividad conservera de los años 30 en la ciudad. El promotor del edificio fue el empresario José Curbera, que encargó a finales de la década de 1930 el diseño de un edificio de viviendas y oficinas al arquitecto Francisco Castro Represas, acorde con las necesidades y moda constructivas de la década de los años 30, que supuso la eclosión de los rascacielos en toda Europa y especialmente en Estados Unidos. El edificio supuso el segundo rascacielos de Galicia, después del edificio del Banco Pastor en La Coruña, de 40 metros de altura y construido en los años veinte. Se trata del mismo estilo (racionalista) que Castro Represas empleó en otras de sus obras previas como el edificio Sanchón o el edificio Ribas. En un principio se proyectó para tener diez plantas en vez de las trece actuales, aunque durante los trabajos se decidió añadir tres plantas más. Se modificó también la distribución del número de viviendas por planta, que pasó de tres a dos. La fachada permaneció inalterada. Los trabajos acabaron en el año 1939.

## Construcción y estilo
Se trata de un edificio entre medianeras; la fachada, imponente, tiene una altura de 50 metros, prácticamente no tiene ornamentación, excepto en la puerta de acceso y en el astrágalo. Constructivamente, se trata de un edificio de hormigón, con placas (o forjados) del mismo material. Posee una planta baja a modo de zócalo en donde se encuentran los locales comerciales, con la puerta de acceso en medio de la misma. El entresuelo y la planta de oficinas destacan por tener una ventana grande corrida. Tanto la planta baja como los entresuelos están algo más hundidas que el resto de plantas, además se encuentran recubiertas con placas de granito oscuro, al igual que el centro de todo o edificio. A partir del entresuelo se levantan 12 plantas marcadas con una verticalidad por el eje de simetría. La disposición de los vanos que forman las ventanas muestran horizontalidad, y junto con los balcones rematados cara al eje central en curva, demuestran el lenguaje moderno de la construcción, todos los laterales de la fachada, incluyendo los balcones, están recubiertos de granito gallego. La fachada se corona con losas macizas a modo de pérgolas  más un triángulo escalonado de cierta inspiración art déco. La fachada posterior se convirtió en un elemento visible con la apertura de la autopista del atlántico (AP-9), que entra en el centro de la ciudad por detrás del edificio. Esta es muy simple, en ella sobresalen como elemento racionalista los ojos de buey (ya presentes en el edificio Sanchón).